# Daria Minucci
Daria Minucci (Siena, 19 dicembre 1939) è una politica italiana.